# Embalse de Mas Rabassers de Baix
El embalse de Mas Rabassers de Baix es una pequeña infraestructura hidráulica española situada en el municipio de Puerto de la Selva, en la comarca del Alto Ampurdán, provincia de Gerona, Cataluña. Se encuentra actualmente en desuso, totalmente naturalizada.
Rodeando el embalse se encuentra el hábitat de interés comunitario 5210 Màquies i garrigues con juniperus spp. arborescentes, no dunares. Cuenta con un cinturón perimetral discontinuo, formado sobre todo por carrizo y boga. Es especialmente interesante la vegetación flotante, que ocupa una parte importante de la superficie del estanque, en la zona de la cola, y la vegetación sumergida, que tapiza buena parte del fondo.